# Varrese-festő
A Varrese-festő az i. e. 4. század  közepén Dél-Itáliában, Apuliában alkotó görög vázafestő volt. Pontos születési és halálozási dátuma nem ismert és mivel nem szignálta alkotásait, neve sem maradt ránk.
A Varrese-festő Canosa hipogeumáról kapta nevét ahonnan több vázája előkerült.
Az apuliai műhelyek szinte teljes működésük során kétféle díszítési módot alkalmaztak, az "egyszerű" és "díszített" stílust, a Varrese-festő legfontosabb alkotásai díszített stilusban készültek.
Termékeny alkotó volt, és a hozzá köthető számos nagyméretű edény (főleg hüdriák és oinokhoék) bizonyítja, hogy az i. e. 4. század közepének egyik legjelentősebb festője volt. Munkássága nem csak közvetlen környezetére volt nagy hatással, hanem a Dareiosz-festő előfutáraira is. Majdnem kétszáz vázája ismert, ennek körülbelül a negyede nagyméretű, gazdagon díszített edény. A többi váza (a legtöbb peliké és has-kratér) jóval kisebb méretű, festésük az „egyszerű” stílushoz hasonló. Vázáin gyakorlatilag mindig ugyanazokat az egy készletből választott alakokat ismételte, így alkotásait viszonylag könnyű azonosítani. 
Leggyakrabban ábrázolt figurái:
- ruhátlan fiatal férfialak, egyik karján drapériával állva, vagy egy összehajtogatott ruhadarabon ülve
- álló felöltözött nőalak egyik lábával kissé hátralépve, ami így kilátszik a ruhája alól
- az egyik felemelt lábára ráhajoló felöltözött nőalak egyik kezével erre a lábára támaszkodva
- keresztbe tett lábbal ülő nőalak[2]

A figurák legtöbbször ünnepélyesek, időnként szigorúak, szájuk enyhén lefelé görbül. A nők gyakran fehér szalaggal megkötött magas kontyban viselik hajukat. A drapériákon jellegzetes, időnként egy pontban kezdődő-végződő vonaldíszítés fut végig.

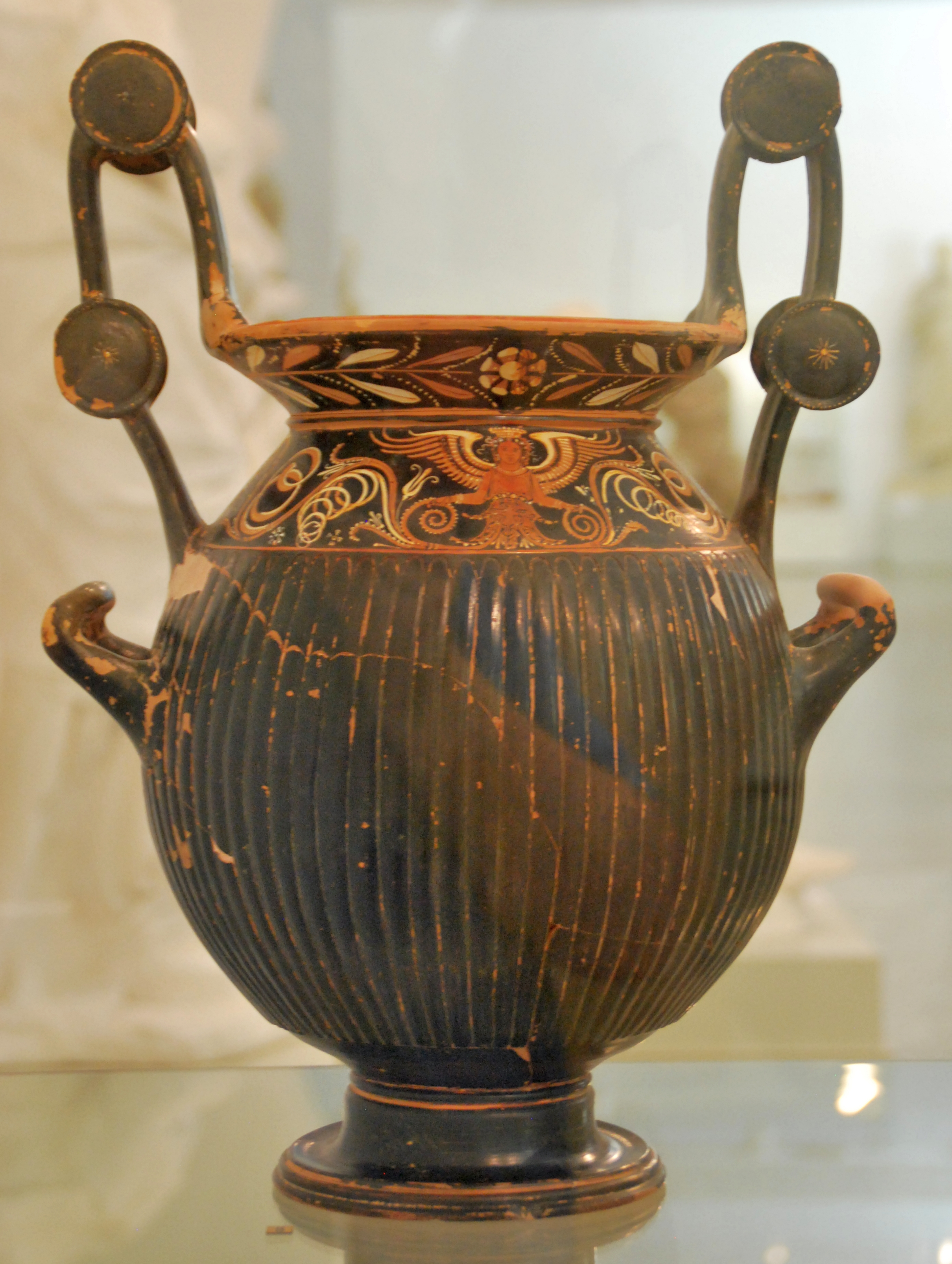
Nesztorisz, i. e. 4. század közepe

Nagyobb vázáin gyakran nagy felületeken használt hozzáadott színeket főleg a drapériákon. Ez elősegíthette az úgynevezett gnathia-technika kialakulását (i. e. 360 – 350 körül), ahol a színes figurákat közvetlenül a fekete mázra festették. 
A festő nagyobb vázáin sokféle mitológiai témát festett, lutrophoroszokat bonyolult díszítőelemekkel, nagyméretű nesztoriszokat domborműszerű Odüsszeusz-fejjel a fogók között.
Kisebb vázái kevésbé jelentősek, néhány amforát leszámítva amelyeken naiszkoszok (kisméretű templomok) és sztélék láthatók többnyire kratéreket és pelikéket festett mindkét oldalon két-három figurával. A hátoldalon kizárólag felöltözött fiatal férfiak láthatók, gyakran sziklán ülve. A képeket palmetták és levéldíszítések keretezik.
Festésmódját több, kisebb jelentőségű festő is utánozta akik feltételezhetően műhelye tagjai lehettek. Ezen kívül néhány olyan művészre is hatással volt, akik kapcsolatban álltak a Dareiosz-festő körével.